# Hypena subalbida
Hypena subalbida là một loài bướm đêm trong họ Erebidae.